# Novosavițcaia (stacja kolejowa)
Novosavițcaia, Nowosawickaja (ros. Новосавицкая, ukr. Новосавицька) – stacja kolejowa w miejscowości Novosavițcaia, w rejonie Slobozia, de iure w Mołdawii, de facto w Naddniestrzu. Położona jest na linii Rozdzielna – Tyraspol – Bendery.